# キラキラ (aikoの曲)
「キラキラ」は、aikoのメジャー通算18作目のシングルで、ポニーキャニオンから2005年（平成17年）8月3日に発売された。

## 概要
- 前作「三国駅」から約6ヶ月ぶりのリリース。
- 自身の20代最後のシングル。
- 初回限定盤のみカラートレイ仕様。
- インストバージョンを除く収録曲が全曲オリジナル・アルバムに収録されている（「より道」のみ別アレンジ）。
- 累計売上は「初恋」以来11作ぶりに20万枚を突破した。

## 収録曲
1. キラキラ
関西テレビ・フジテレビ系ドラマ『がんばっていきまっしょい』主題歌。2001年に発売されたシングル「おやすみなさい」以来のドラマタイアップとなっている[1]。
aikoはこのドラマと「夏」をイメージに曲を作っている。
このドラマをイメージして制作されたTOYOTA・ポルテのCM中においても使われた。
PVはaikoがピアノを演奏している場面を中心に撮影されているが、これはaikoが作曲を行う際にピアノを使うことが影響している。
2. ある日のひまわり
aikoの学生時代を綴った曲である。
3. より道
aikoによる弾き語りである。
この曲はカップリングとして扱われていたため『彼女』『秘密』には収録されていなかったが、アルバム『BABY』にロックバージョンとして収録されている。アルバム2作を跨ぎカップリングが収録されるのは「花火」のカップリング曲「相合傘」が『秋 そばにいるよ』に収録されて以来2回目である。
4. キラキラ（instrumental）

- 作詞・作曲：AIKO（全曲）
- 編曲：島田昌典（#1,2）、AIKO（#3）

## 収録アルバム
- 彼女（#1,#2）
- BABY（#3のアルバムバージョン）